# Tomislav Jelinčić
Tomislav Jelinčić (Zagreb, 19. srpnja 1977.) hrvatski je akademski redatelj i TV voditelj i novinar.
Novinarstvom se počeo baviti još u gimnaziji gdje je uređivao školski list "Bohem", nakon čega je diplomirao novinarstvo na Fakultetu političkih znanosti u Zagrebu. Životni ga je put odveo najprije na Radio Student i u nekoliko novinskih redakcija, a zatim i na televiziju. 
Prve televizijske korake učinio je na lokalnoj televiziji OTV 1996. godine, nakon čega je uspješno prošao na audiciji nacionalne televizije HRT 1997. godine. Uređivao je i vodio informativne emisije "Podnevni dnevnik", "Vijesti" i "Panorama", a napravio je i mnoštvo novinarskih priloga za središnji "TV Dnevnik", "Zagrebačku panoramu", "Meridijan 16", "Hrvatsku Danas", te kao novinar surađivao u emisijama "Dobro jutro, Hrvatska", "Glamour cafe", "Metropolis", "Mir i dobro", "Agape",...
2004. godine prelazi na RTL gdje je kao voditelj i urednik središnje informativne emisije (30. travnja 2004.) otvorio rad te komercijalne TV kuće u Hrvatskoj. Filmsku i TV režiju je diplomirao 2014. godine na Akademiji dramske umjetnosti (ADU) u Zagrebu. Redatelj je nekoliko nagrađenih dokumentarnih filmova koji su prikazani na mnogim filmskim festivalima u zemlji i inozemstvu. 
Na RTL-u je vodio mnoge humanitarne akcije i emisije uživo, kao i prvi duel predsjedničkih kandidata u hrvatskoj povijesti - RTL Duel između Stjepana Mesića i Jadranke Kosor (2005.), a poslije i RTL Duel između Milana Bandića i Ive Josipovića (2010.). 
Također je bio suvoditelj diskografske dodjele nagrade Top.Hr Music Awards s Anom Radišić 2020. i 2021.
Sinkronizirao je i nekoliko dugometražnih animiranih filmova. 
Nagrađen je Večernjakovim ekranom 2005. u kategoriji najbolji muški TV voditelj, a 2006. godine osvaja nagradu Modni oscar za najbolje odjevenu mušku TV osobu. 

## Nagrade
- "Deadline / Lifeline" (2013.) (ZagrebDox - najbolji film u kategoriji Phonedox)
- "Pun Kufer / Fed Up" (2014.) (Dani hrvatskog filma - nagrada za najbolji debitantski film)
- "Borba / Fight" (2015.) (Frka -   Grand Prix za dokumentarni film na Filmskoj reviji kazališne akademije)
- "Starac i roda / Storkman" (2020.) (LFF - nagrada publike na Liburnia film festivalu; (2020.) nagrada za najboljeg debitanta na filmskom festivalu Saratov u Rusiji; (2021.); finale na Japan Prize-u 2021. Japan
- 2005. Večernjakov ekran
- 2006. Modni Oscar

## Sinkronizacija
- "Princ od Egipta" (2006.) (RTL televizija i Project 6 Studio)
- "Shrek" kao čarobno zrcalo (2006.)
- "Mravi" kao mrav konobar (2006.) (RTL televizija i Project 6 Studio)